# Chester Castle
Chester Castle är ett slott i Storbritannien.   Det ligger i kommunen Cheshire West and Chester i riksdelen England, i den södra delen av landet, 260 km nordväst om huvudstaden London. Chester Castle ligger 16 meter över havet.
Terrängen runt Chester Castle är platt. Runt Chester Castle är det tätbefolkat, med 266 invånare per kvadratkilometer. Närmaste större samhälle är Chester, 0,57 km norr om Chester Castle. Runt Chester Castle är det i huvudsak tätbebyggt.